# Vertongen & Co
Vertongen & Co is een Belgische stripreeks die begonnen is in 2011. De reeks wordt getekend door Wim Swerts en Luc Van Asten. Hec Leemans verzorgt de scenario's. De stripreeks is als spin-off van F.C. De Kampioenen uitgebracht. De reeks wordt uitgegeven bij Standaard Uitgeverij. Deze spin-off kwam in de plaats van de gestopte stripreeks W817. De hoofdrolspeler is Mark Vertongen in deze strips. De meest voorkomende nevenpersonages zijn Oma Boma (de moeder van Boma), Bieke, Paulientje (de dochter van Marc en Bieke), politie-inspecteur Porei en Balthazar (de hond van Oma Boma).

## Albums
| Nummer | Titel                                       | Uitgave           |
| ------ | ------------------------------------------- | ----------------- |
| 1      | Het gouden bolleke                          | 14 december 2011  |
| 2      | Een dag in de zoo                           | 9 mei 2012        |
| 3      | De geslepen slaper                          | 8 augustus 2012   |
| 4      | De goudzoeker                               | 12 december 2012  |
| 5      | De fileclown                                | 10 april 2013     |
| 6      | De gepatenteerde pestkoppen                 | 11 september 2013 |
| 7      | De bastaard van Benidorm                    | 15 januari 2014   |
| 8      | De vloek van de Japanse vaas                | 7 mei 2014        |
| 9      | De laatste vampier                          | 8 oktober 2014    |
| 10     | Het experiment van professor Flessentrekker | 7 januari 2015    |
| 11     | Avontuur onder nul                          | 20 mei 2015       |
| 12     | De heer van Castelroc                       | 12 augustus 2015  |
| 13     | De Zygomatiekers                            | 7 oktober 2015    |
| 14     | Mark van de jungle                          | 12 januari 2016   |
| 15     | De terugkeer van het beest                  | 11 mei 2016       |
| 16     | De verdwijning van Oma Boma                 | 10 augustus 2016  |
| 17     | Het uur van de jakhals                      | 5 oktober 2016    |
| 18     | De spoken van de doedelzak                  | 18 januari 2017   |
| 19     | De schaduw van Fantomark                    | 12 april 2017     |
| 20     | De rally van Monte Cacao                    | 14 juni 2017      |
| 21     | De kus van de vampier                       | 13 september 2017 |
| 22     | Het huis van de beer                        | 7 februari 2018   |
| 23     | Porei tegen Porei                           | 9 mei 2018        |
| 24     | Balthazar van Baskerville                   | 8 augustus 2018   |
| 25     | Operatie Frankenstein                       | 7 november 2018   |
| 26     | Formule H2O bis                             | 6 februari 2019   |
| 27     | Kapitein Mark                               | 3 april 2019      |
| 28     | De huwelijksreis van Bieke                  | 3 juli 2019       |
| 29     | Gewichtige zaken                            | 6 november 2019   |
| 30     | Duel aan de top                             | 11 maart 2020     |
| 31     | Prinses Bieke                               | 8 juli 2020       |
| 32     | Vertongen in New York                       | November 2020     |
| 33     | Het Virus van de vampier                    | 10 maart 2021     |
| 34     | Herrie bij de gorilla's                     | 22 juni 2021      |
| 35     | De duivelse expeditie                       | 3 november 2021   |
| 36     | Speurneus Mark                              | 2 maart 2022      |
| 37     | De laatste detective                        | 22 juni 2022      |
| 38     | De Diabolische stoel                        | 26 oktober 2022   |
| 39     | Porei gaat met vakantie                     | 8 maart 2023      |
| 40     | Prinselijke zorgen                          | 20 juni 2023      |
| 41     | De vierpotige president                     | 24 oktober 2023   |
| 42     | Balthazar zoekt het spoor                   | 12 maart 2024     |
| 43     | Oma Boma aan de top                         | 7 augustus 2024   |
| 44     | Idool op de dool                            | 13 november 2024  |

## Omnibussen
| Nummer | Titel     | Verhalen  | Uitgave          |
| ------ | --------- | --------- | ---------------- |
| 1      | Omnibus 1 | 1 tot 5   | 10 februari 2016 |
| 2      | Omnibus 2 | 6 tot 10  | 14 februari 2017 |
| 3      | Omnibus 3 | 11 tot 15 | 9 januari 2018   |
| 4      | Omnibus 4 | 16 tot 20 | 7 augustus 2019  |
| 5      | Omnibus 5 | 21 tot 25 | 10 augustus 2020 |
| 6      | Omnibus 6 | 26 tot 30 | 10 maart 2021    |
| 7      | Omnibus 7 | 31 tot 35 | 30 mei 2023      |